# Alfred Schirokauer
Alfred Schirokauer (Breslavia, 13 luglio 1880 – Vienna, 27 ottobre 1934) è stato uno scrittore, sceneggiatore e regista tedesco.

## Biografia
Dopo gli studi in legge si stabilì a Berlino, dove esercitò la professione di avvocato. Tra gli anni '20 e '30 fu autore di alcuni romanzi storici su Mirabeau, Augusto il Forte, Cleopatra e Lord Byron. Al 1914 risale il suo romanzo ottimista per l'avvento della prima guerra mondiale intitolato Die siebente Grossmacht. Nel frattempo tradusse alcuni racconti di Edgar Wallace e scrisse numerose sceneggiature di film, dedicandosi anche alla regia come nel caso di Der Himmel auf Erden.
Nel 1933 pubblicò una biografia del 1912 sul politico socialista Ferdinand Lassalle. Il libro fu messo al rogo dai nazisti nell'ambito dei cosiddetti bücherverbrennungen e venne più volte confuso con una simile opera scritta dal suo omonimo Arno Schirokauer. Nel 1934 venne multato dal Reich per un importo di 10.000 marchi. Morì nello stesso anno a Vienna.